# TestLink
TestLinkはPHPで作成されたオープンソースのWebベーステスト管理システムである。TestLink単体でも動作可能だが、MantisやJIRA、Bugzilla、Trac、Redmine、FogBugzなどのバグトラッキングシステムと連携可能である。バージョン1.7.0から日本語対応。

## 主な機能
- テストケースの登録・管理・評価実行・評価結果の集計を行うことが可能
- 登録したテストケースを仕様書の形で出力
- テストケースをユーザーに割り当て
- 要求仕様を登録しテストケースと関連づけ
- Mantis,Bugzilla,Trac,RedMine等のバグ管理ツールと連携も可能

## 利点
- 実行済みのテストケース数と結果をリアルタイムで把握
- 登録済みのテストケース数をリアルタイムで把握
- テストケースの管理手順を標準化
- 要求仕様とテストケース、バグ票を関連付けて管理できる
- ネットで情報共有、分散評価が可能

- テストケースの変更履歴を自動で管理できる
- テストプランに基づいてテストケースの流用ができる
- テスト結果の履歴を自動管理できる
- テストケース表記にHTMLが使える
- テストケース作成者と実行者の権限が分けられる

## TestLink Ver1.7.0の新機能
- Test Case history/ versioning
- Unlimited structure of Test Specification
- Support for other databases (SQL standard, generalized DB interdace)
- Improved user management (editable)
- Attachments
- Revision of Standard terminology
- Enhanced reports
- XML import/export
- Custom fields for Test Cases

### 関連ツール
- Javaソースからテストケースを作成するツール
- C++/Cソースからテストケースを作成するツール(testlinkjp CToXml)
- Allpairs法でテストケースを生成するツール(testlinkjp allpairs2testcase)
- デシジョンテーブル(や、状態遷移表）からテストケースを生成するツール(decisionTable2testcase)
- FreeMindで書いた図からテストケースを生成するツール(MmToTestLink)
- XMLRPCでTestLinkにテスト結果を送信するツール(remoteTestLink)TestLink Ver1.8RC1以上要